# Bao Loc
Bao Loc (på vietnamesiska Bảo Lộc) är en stad i Vietnam och den näst största staden i provinsen Lam Dong. Folkmängden uppgick till 148 567 invånare vid folkräkningen 2009, varav 92 036 invånare bodde i själva centralorten.